# Robert Rojdestvenski
Pour les articles homonymes, voir Rojdestvenski.
Robert Ivanovitch Rojdestvenski (en russe : Ро́берт Ива́нович Рожде́ственский), né Robert Stanislavovitch Petkevitch (en russe : Ро́берт Станисла́вович Петке́вич), le 20 juin 1932 dans le village de Kossikha du kraï de l'Altaï et mort le 19 août 1994 à Moscou, était un poète, parolier et traducteur russe, représentant de la génération des poètes soviétiques des années soixante, celles du dégel poststalinien, avec Evtouchenko, Voznessenski et Akhmadoulina, auteur d’une trentaine de recueils, lauréat du prix d'État, la récompense la plus prestigieuse d'URSS, en 1983. Membre du Parti communiste de l'Union soviétique depuis 1977. Ses textes sont interprétés par les chanteurs comme Muslim Magomayev, Yossif Kobzon, Vakhtang Kikabidze, Jaak Joala, Lev Lechtchenko, Sofia Rotaru. Il est le premier récipiendaire de la Couronne d'Or des Soirées poétiques de Struga fondées en 1966.
Mort à Moscou, l'écrivain est inhumé au cimetière de Peredelkino.

## Œuvres
Les œuvres majeures de Robert Rojdestvenski sont :
- Les Drapeaux du printemps (« Флаги весны », 1955) ;
- Requiem (« Реквием », 1961) ;
- Les îles désertes (« Необитаемые острова », 1962) ;
- À mon contemporain (« Ровеснику », 1962) ;
- La Lettre pour le trentième siècle (« Письмо в тридцатый век », 1963) ;
- Dédicace (« Посвящение », 1970) ;
- La Voix d'une ville (« Голос города », 1977) ;
- En Vingt ans (« За двадцать лет », 1973) ;
- 210 pas (« 210 шагов », 1978) ;
- Ce temps (« Это время », 1983) ;
- L'Âge (« Возраст », 1988) ;
- Insomnia (« Бессонница », 1991) ;
- Les Pensées d'Aliochka (« Алёшкины мысли », poèmes enfantines, 1991) ;
- L’Epreuve.

## Distinctions
- Prix du Komsomol (1972)
- Prix d'État de l'URSS (1979)
- Ordre de Lénine
- Ordre de la révolution d'Octobre
- Ordre du Drapeau rouge du Travail
- Ordre de l'Insigne d'honneur